# مأمور تحویل
مأمور تحویل (به انگلیسی: Delivery Man) فیلمی کمدی-درام به کارگردانی و نویسندگی کن اسکات است. مأمور تحویل توسط دریم ورکس پیکچرز و ریلاینس اینترتینمنت ساخته شده‌ و تاچ‌استون پیکچرز آن را در ۲۰۱۳ منتشر کرد. این فیلم بازراه‌اندازی فیلم فرانسوی-کانادایی استارباک به کارگردانی کن اسکات است که در سال ۲۰۱۱ منتشر شد. وینس وان، کریس پرت و کوبی اسمالدرز از بازیگران فیلم هستند.

## داستان
یک راننده وانت حمل گوشت، که فردی مهربان است، بیست سال پیش از شروع داستان فیلم، مقدار زیادی اسپرم به صورت ناشناس به یک کلینیک باروری اهدا می‌کند. این کلینیک هم به دفعات زیادی آن را به مراجعان خود اهدا کرده و نتیجه ۵۳۳ بچه شده‌است. حالا او باید تصمیم بگیرد که می‌خواهد هویتش برای آنان فاش شود یا نه.

## بازیگران
- وینس وان در نقش دیوید
- کریس پرت در نقش برت
- کوبی اسمالدرز در نقش اما
- آندژی بلومنفلد در نقش میکولاژ
- سیمون دلانی در نقش ویکتور
- بابی موینیهان در نقش الکسی
- دیو پاتن در نقش آدام
- آدام چانلر-برات در نقش ویگو
- بریت رابرتسون در نقش کریستین
- جک رینور در نقش جاش
- متیو داداریو در نقش شانینگ
- جسیکا ویلیامز در نقش تانیا
- دامیان یانگ در نقش ویلیامز
- ریچارد پوئه در نقش افسر
- بروک آلتمن در نقش وکیل
- گلن فلشلر در نقش صاحب کافی‌شاپ
- جی لنو در نقش خودش
- بیل مار در نقش خودش

## تولید
این فیلم بازراه‌اندازی فیلم فرانسوی-کانادایی استارباک محصول سال ۲۰۱۱ به کارگردانی کن اسکات است که در طول ساخت فیلم عنوان کاری برای نسخه انگلیسی زبان بود. فیلم‌برداری در اکتبر ۲۰۱۲ در دره هادسن آغاز شد و سپس به مناطق نیویورک در بروکلین و منتهن منتقل شد.

## انتشار
مأمور تحویل در نوامبر ۲۰۱۳ از طریق استودیو سینمایی والت دیزنی تحت برچسب تاچ‌استون پیکچرز به صورت گسترده اکران شد، به جز اروپا، خاورمیانه و آفریقا که حقوق پخش آن به مستر اسمیت انترتینمنت فروخته شده‌بود. شریک مالی دریم‌ورکس، ریلاینس اینترتینمنت فیلم را در هند و انترتینمنت وان آن را در پادشاهی متحده منتشر کرد.